# Heimdal Station
Heimdal Station (Heimdal stasjon) er en jernbanestation på Dovrebanen, der ligger i byområdet Heimdal i Trondheim kommune i Norge. Stationen består af nogle få spor, to perroner og en stationsbygning i gråmalet træ.
Stationen betjenes af lokaltog til Steinkjer (Nordlandsbanen) og regiontog (Dovrebanen, Rørosbanen) med forbindelser til Værnes og Steinkjer. Desuden er den endestation for Nabotåget til Östersund samt et vigtigt knudepunkt for bustrafikken mod syd og vest.
Stationen åbnede 5. august 1864, da Trondhjem–Størenbanen stod færdig. I 1877 indgik banen i Rørosbanen og i 1921 i Dovrebanen. Stationen havde læsseanlæg, vandtårn og en grisefold. 1. juli 1883 blev der åbnet et postkontor, der blev bestyret af stationsmesteren. I slutningen af 1940'erne var der planer om en ny stationsbygning, men bygningen, der blev opført efter tegninger af Arvid Sundby ved NSB Arkitektkontor, stod først færdig i 1960. Stationen blev fjernstyret 26. april 1965, men der var fortsat billetsalg indtil omkring 2000.